# Obeza
Obeza is een geslacht van vliesvleugeligen uit de familie Eucharitidae. De wetenschappelijke naam van dit geslacht is voor het eerst geldig gepubliceerd in 1985 door Heraty.

## Soorten
Het geslacht Obeza omvat de volgende soorten:
- Obeza floridana (Ashmead, 1888)
- Obeza grenadensis (Howard, 1897)
- Obeza maculata (Westwood, 1874)
- Obeza meridionalis (Kirby, 1889)
- Obeza nigriceps (Ashmead, 1904)
- Obeza nigromaculata (Cameron, 1884)
- Obeza semifumipennis (Girault, 1911)
- Obeza septentrionalis (Brues, 1907)